# Stazione di Lupino
La stazione di Lupino (in francese: Gare de Lupino, in corso: Gara di Lupinu) è una fermata ferroviaria della linea Bastia – Ajaccio. Si trova nel comune di Bastia, in Chemin de Macchione nei pressi dell'omonimo cantone.
Di proprietà della Collectivité Territoriale de la Corse (CTC), è gestita dalla Chemins de fer de la Corse (CFC).

## Strutture ed impianti
La fermata in origine era una stazione ferroviaria con binario di incrocio e fabbricato viaggiatori. Il secondo è stato tramutato in abitazione privata.
Al 2003, è presente una pensilina in muratura.
L'impianto si trova all'ingresso meridionale della galleria Torreta.

## Movimento
L'impianto è servito dai treni della direttrice suburbana Bastia – Casamozza, esercita dalla CFC.